# Семиозёрка (Амурская область)
Семиозёрка — село в Ивановском районе Амурской области, Россия. Образует Семиозёрский сельсовет.

## География
Село Семиозёрка стоит примерно в 5 км от левого берега реки Зея, в 16 км выше железнодорожного моста на линии ЗабЖД Благовещенск — Белогорск.
Село Берёзовка расположено в 39 км к северу от районного центра Ивановского района села Ивановка, автодорога идёт через сёла Дмитриевка и Берёзовка.

## Население
| 2002 | 2010 | 2012 | 2013 | 2014 | 2015 | 2016 |
| ---- | ---- | ---- | ---- | ---- | ---- | ---- |
| 686  | ↗725 | ↘686 | ↘656 | ↘638 | ↘610 | ↘585 |
| 2017 | 2018 |      |      |      |      |      |
| ↗587 | ↗590 |      |      |      |      |      |

## Инфраструктура
- Сельскохозяйственные предприятия Ивановского района.